# Mount Gran
Mount Gran är ett berg i Antarktis. Det ligger i Östantarktis. Nya Zeeland gör anspråk på området. Toppen på Mount Gran är 2 206 meter över havet, eller 380 meter över den omgivande terrängen. Bredden vid basen är 13,5 km.
Terrängen runt Mount Gran är kuperad söderut, men norrut är den bergig. Trakten är obefolkad. Det finns inga samhällen i närheten.